# Mike Macdonald
Michael Macdonald (Boston, 26 giugno 1987) è un allenatore di football americano statunitense che svolge il ruolo di capo-allenatore dei Seattle Seahawks della National Football League (NFL).

## Carriera

### Georgia
Nel maggio 2010 Macdonald si unì allo staff di Mark Richt con i Georgia Bulldogs. Tra il 2011 e il 2013 si occupò del controllo qualità delle safety e della difesa. Nel 2013, mentre allenava a Georgia, ricevette un master in gestione sportiva.

### Baltimore Ravens
Macdonald fece parte dello staff di John Harbaugh ai Baltimore Ravens per sette stagioni dal 2014 al 2020.  Fu assunto come stagista nel 2014 e fu promosso ad assistente della difesa nel gennaio 2015, ad allenatore dei defensive back nel gennaio 2017, e ad allenatore dei linebacker nel gennaio 2018.

### Michigan
Nel gennaio 2021 Macdonald passò ai Michigan Wolverines del capo-allenatore Jim Harbaugh come coordinatore difensivo. Nell'unica stagione con la squadra i Wolverines ebbero una difesa tra le prime dieci della nazione, vincendo il titolo della Big Ten Conference e qualificandosi per i College Football Playoff. La squadra chiuse al terzo posto in classifica

### Ritorno ai Baltimore Ravens
Il 27 gennaio 2022 Macdonald fu riassunto dai Baltimore Ravens come coordinatore difensivo come sostituto di Don Martindale. Nella stagione 2023 portò la difesa della squadra ad essere la migliore della lega per sack, palloni strappati agli avversari e punti subiti, la prima volta nella storia che una squadra primeggió contemporaneamente in quelle tre categorie.

### Seattle Seahawks
Il 31 gennaio 2024 Macdonald fu assunto come nuovo capo-allenatore dei Seattle Seahawks. Divenne così il capo-allenatore più giovane della lega, sostituendo quello che nella stagione precedente era il più anziano, Pete Carroll. Nella sua prima stagione la squadra, in particolare nella seconda metà, mostrò miglioramenti in difesa e terminò con un bilancio di 10 vittorie e 7 sconfitte, il suo migliore dal 2020, ma chiuse seconda nella NFC West division e non riuscì a qualificarsi ai playoff.

## Record come capo-allenatore
| Squadra | Anno   | Stagione regolare | Stagione regolare | Stagione regolare | Stagione regolare | Stagione regolare      | Playoff | Playoff | Playoff   |
| Squadra | Anno   | Vinte             | Perse             | Pari              | %                 | Posizione              | Vinte   | Perse   | Risultato |
| ------- | ------ | ----------------- | ----------------- | ----------------- | ----------------- | ---------------------- | ------- | ------- | --------- |
| SEA     | 2024   | 10                | 7                 | 0                 | .588              | secondi nella NFC West | -       | -       | -         |
| Totale  | Totale | 10                | 7                 | 0                 | .588              |                        | -       | -       |           |